# Bosque petrificado Florentino Ameghino
El Bosque Petrificado Florentino Ameghino es un área natural protegida ubicada en los departamentos Gaiman y Mártires, Chubut, Argentina, al oeste del valle inferior del río Chubut entre las localidades de Dolavon y Villa Dique Florentino Ameghino, sobre la barda norte del río Chubut. Su acceso se ubica en el kilómetro 112 de la Ruta Nacional 25, pasando la localidad de Las Chapas.

## Características
Se trata del primer Custodio Rural de la provincia y único en la Argentina. Forma parte de la Formación Salamanca. Los troncos petrificados, corresponderían a árboles que formaban parte de un extenso bosque de lauráceas y fagáceas que existió hace 60 millones de años, cuando comenzaba el cenozoico (en ese entonces la Patagonia era una región cálida, húmeda y con selvas). La reserva ocupa unas 220.000 hectáreas de las cuales 223 se usan para investigaciones y solo 23 están abiertas al público en general.
El sitio fue descubierto en 1998 debido a una inundación que removió los sedimentos del área. En 2005 se comenzó con los estudios científicos sobre el bosque y en 2010 comenzaron las primeras visitas turísticas. La ley sobre el custodio rural fue aprobada en 2009, esta ley lo que hace es permitir a privados explotar la zona, siempre y cuando también funcione como reserva natural.
Diversos estudios en el área, descubrieron que en el terreno no yacía orginalmene un bosque sino una playa marina, cuya costa estaba cerca del actual Dique Florentino Ameghino (a unos 40 km). Prueba son los restos de fósiles marinos, los dientes de tiburón, los erizos sedimentados y las ondulaciones que se observan en las rocas del lugar, que marcan el paso del mar.